# 스페인의 음악

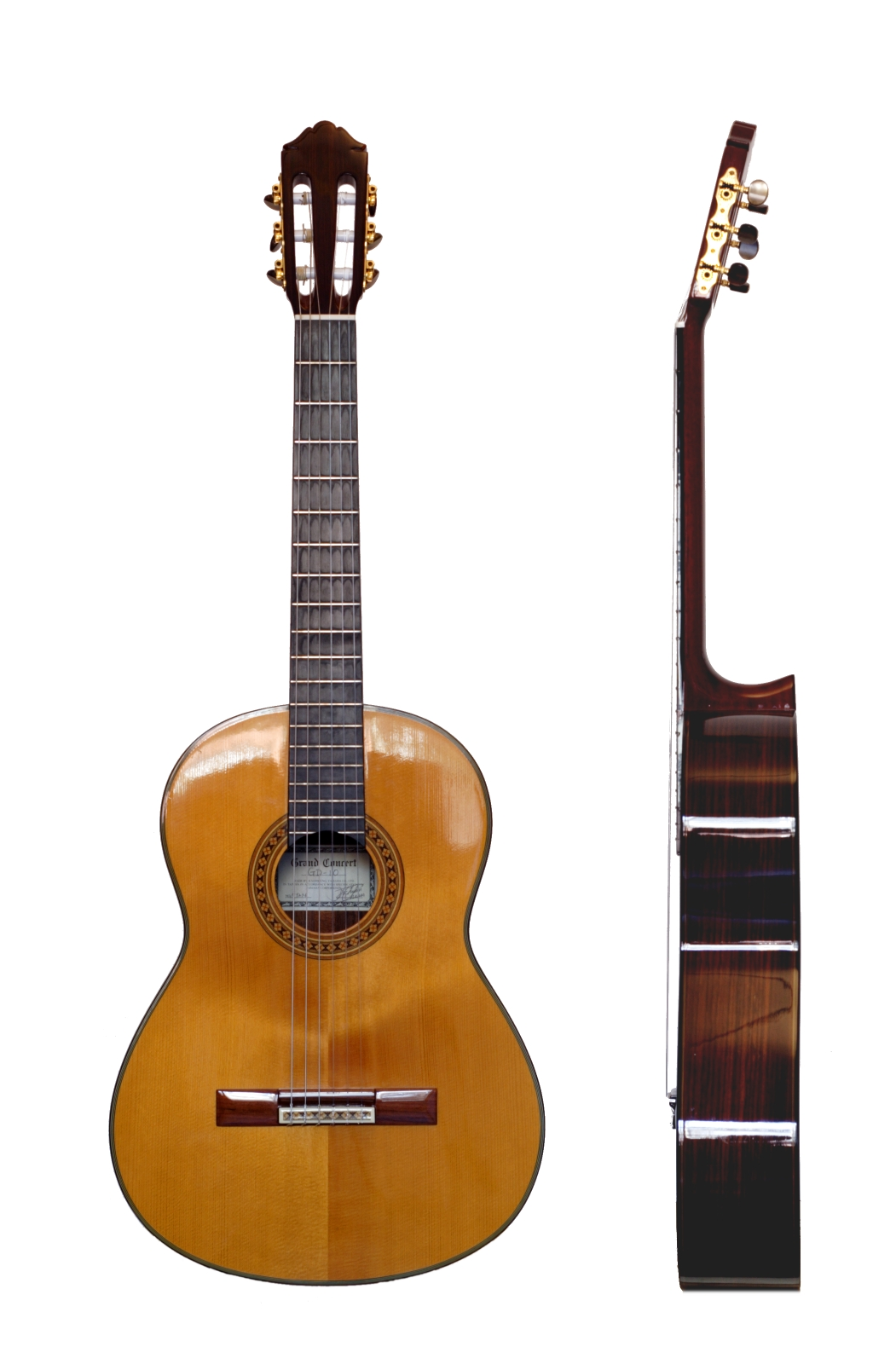
현대의 클래식 기타와 전작의 바로크식 기타는 스페인에서 발명되었다.

스페인의 음악의 역사는 긴 편이다. 서부 음악의 발전에 중요한 역할을 하였고 라틴 아메리카의 음악에 상당한 영향을 주었다. 스페인 음악은 플라멩코와 클래식 기타 등의 전통적인 스타일과 결부되기도 한다. 이러한 형태의 음악이 일반적이지만 지역에 따라 각기 다른 수많은 전통 음악 및 춤 스타일이 있다. 이를테면 북서부 지역의 음악은 백파이프에 의존적인 반면, 호타는 스페인의 중부, 북부 쪽에 만연해 있으며 플라멩코는 남부에서 기원하였다.

## 스페인의 민요
스페인의 민요는 프랑스나 독일의 민요보다 훨씬 리드미컬하다. 다시 말하면 대부분이 춤을 위한 노래이다. 스페인은 춤의 나라라고 할 만큼 춤이 번성하여, 그 종류도 여러 가지이다. 호타, 말라게냐, 세기딜랴, 론데냐, 볼레로, 폴로 등이 있는데, 그 중에서도 가장 스페인의 특색을 나타낸 것이 호타이다.  호타는 3/8박자로 된 템포가 빠른 음악인데, 지방에 따라 여러 가지 이름이 붙어 있다. 호타 아라고네자, 호타 발렌시아나, 호타 데 사라곳사 등이 있는데, 호타 아라고네자라는 것은 아라곤 지방의 호타라는 뜻이다. 본래가 호타는 스페인에 있던 것으로서, 스페인이 아직 무어인에게 지배되고 있던 12세기경부터 있던 춤곡이다. 그 때문에 단지 호타라고 이름붙였을 뿐 그 이상 아무런 설명도 없는 곡이 여러 개 있다.  호타에서나 말라게냐에서 스페인 춤곡을 추는 데는 기타와 캐스터네츠로 반주하는 것이 통례로 되어 있다.